# Kumschütz

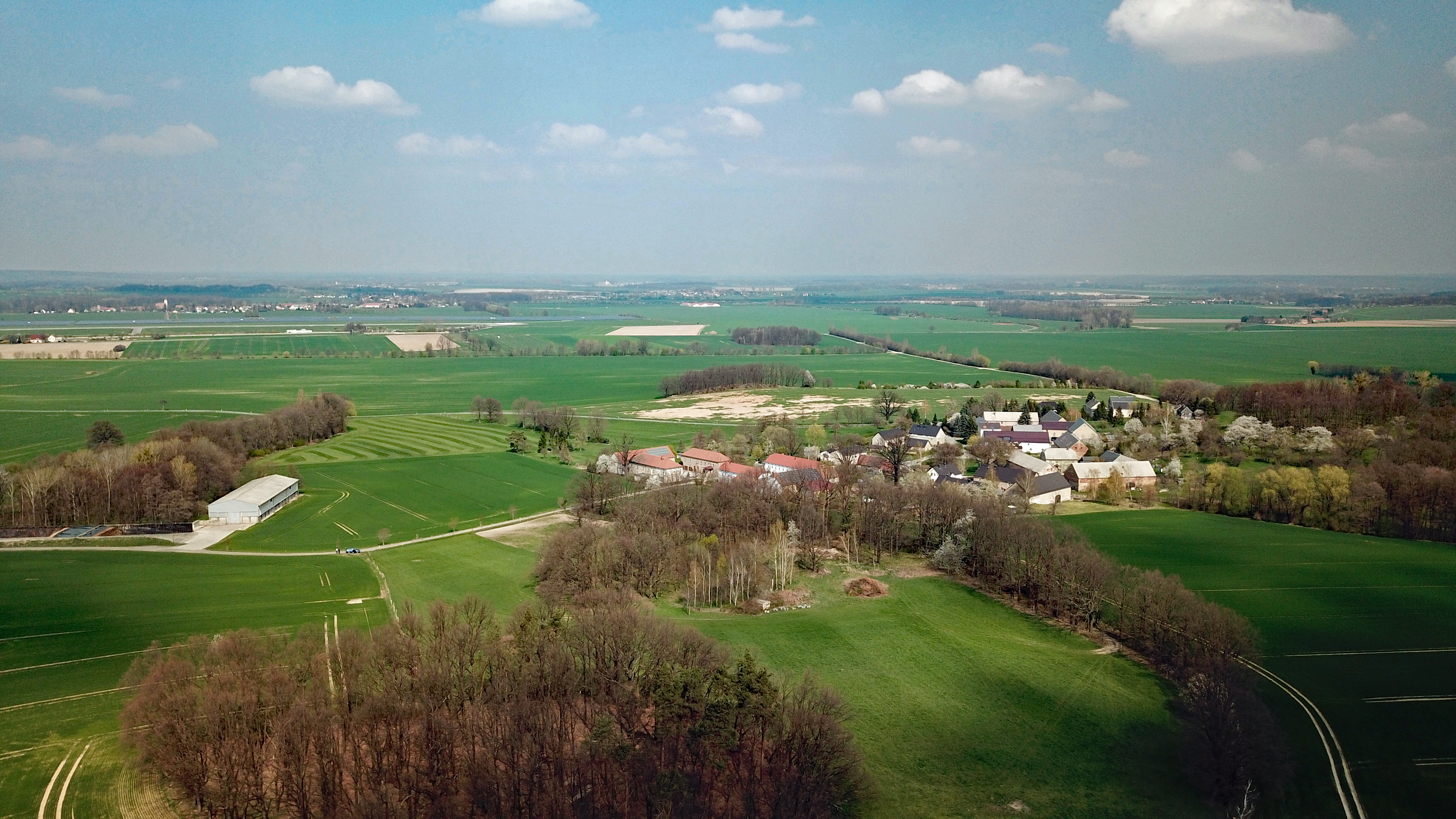
Luftbild

Kumschütz, sorbisch Kumšicyⓘ, ist ein Ortsteil der Gemeinde Kubschütz im sächsischen Landkreis Bautzen. Es zählt zum offiziellen sorbischen Siedlungsgebiet in der Oberlausitz.

## Geographie
Das Platzdorf liegt nordöstlich von Kubschütz im Hügelgebiet Viele Berge vor dem Czorneboh-Zug. Außer im Nordwesten ist das Dorf von teils bewaldeten Hügeln aus Granodiorit und Quarz umschlossen. Kumschütz liegt an der Landstraße von Neupurschwitz nach Drehsa.

## Geschichte

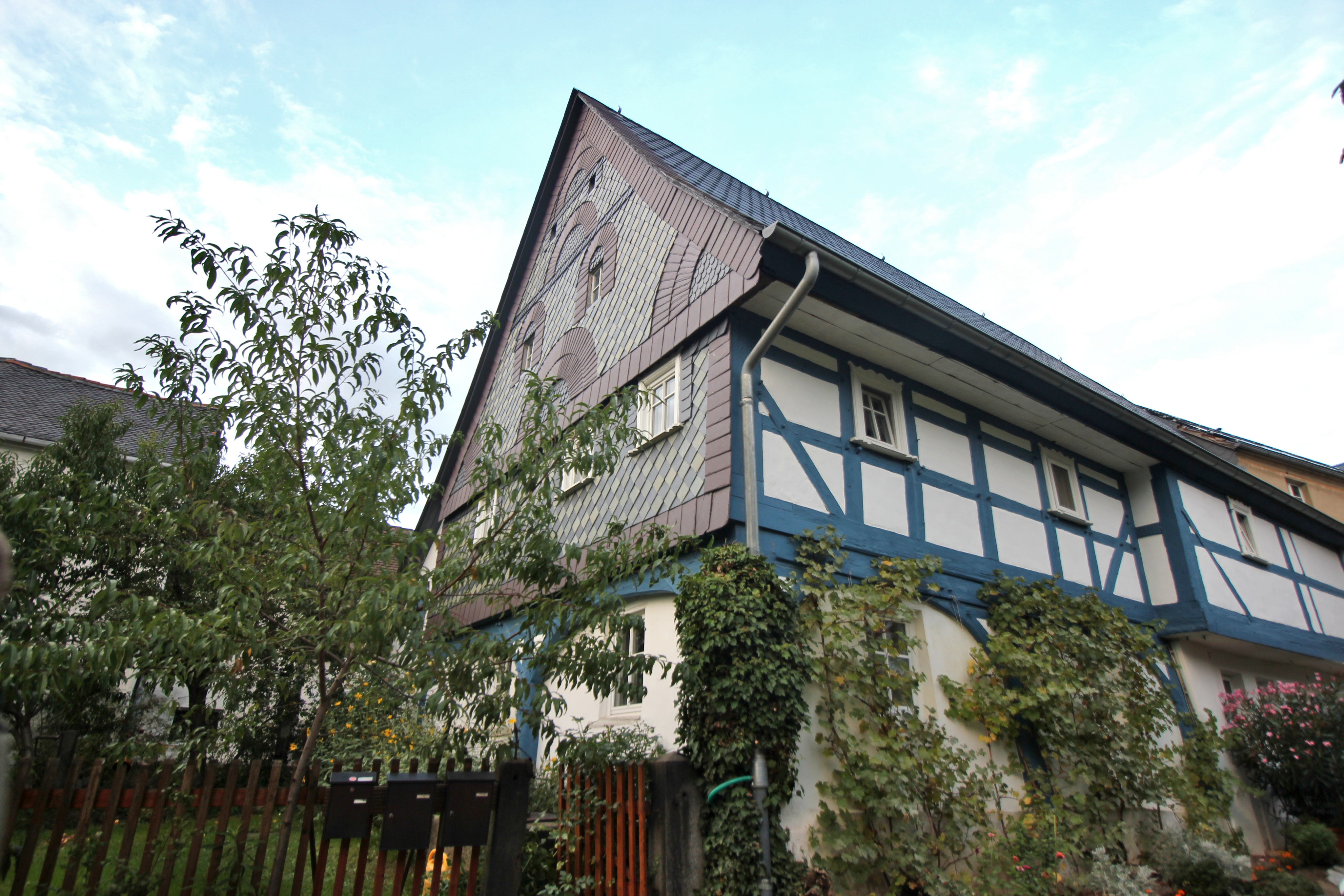
Umgebindehaus in Kumschütz

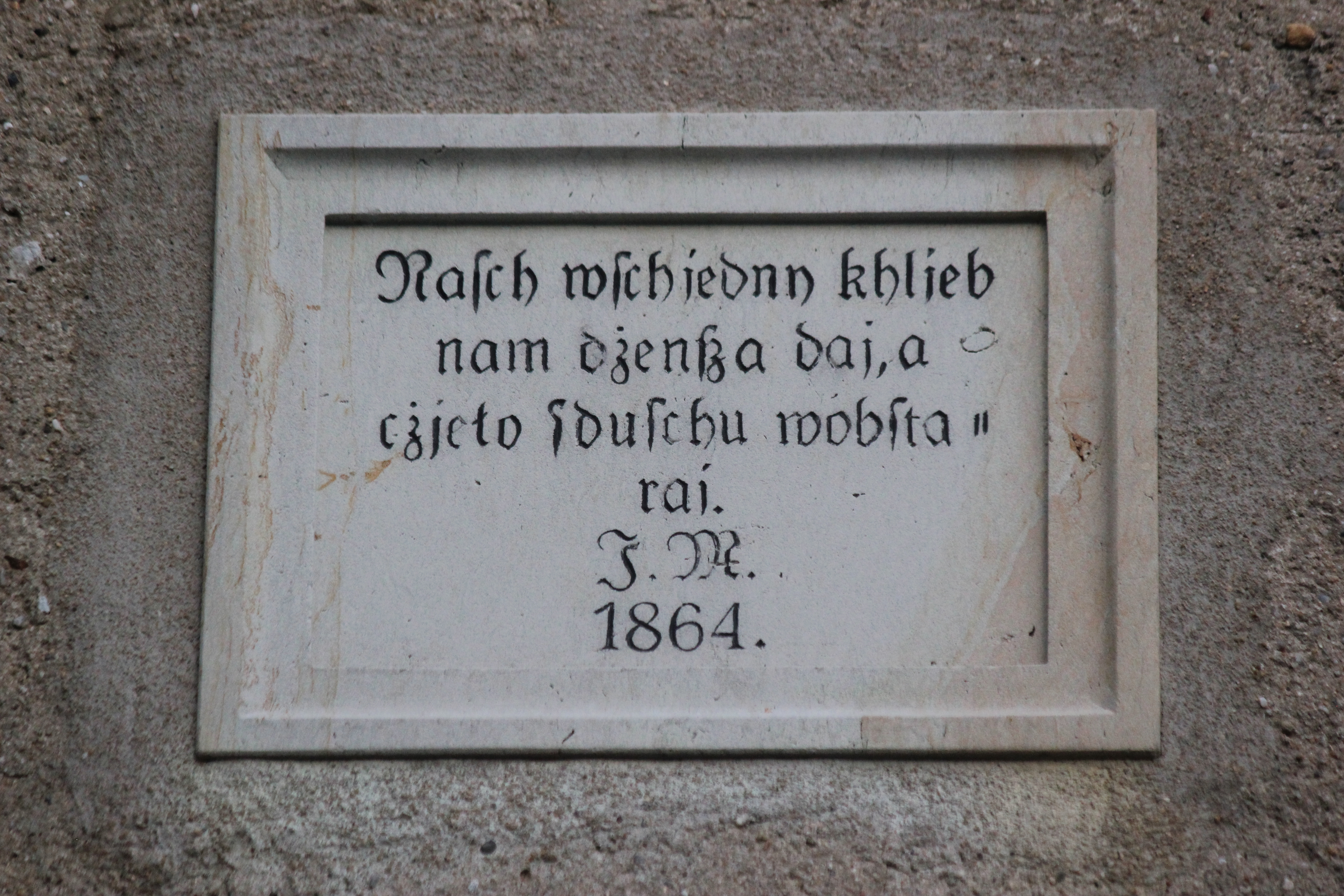
Restaurierte sorbische Inschrifttafel auf einem Bauernhof

Die Gemarkung war bereits während der Frühzeit besiedelt, südlich des Dorfes wurde ein Urnengräberfeld der älteren Lausitzer Kultur mit Bronzeschmuckbeigaben entdeckt.
Die erste Erwähnung von „Cunschicz“ erfolgte 1474. Der 1399 im Bautzener Dingbuch genannte Bürger „Niclas Kunyschewicz“ stammt wahrscheinlich aus dem Dorf. 1455 ist darin auch ein „Peter Kumschicz“ aufgeführt. Bis 1581 war Kumschütz dem Rittergut Wurschen untertänig, danach kaufte es die Stadt Bautzen. Nachfolgend gehörte Kumschütz immer zu den Bautzener Ratsdörfern. 1810 bestand das Dorf aus sieben Bauernstellen. Im Jahre 1936 wurde Kumschütz nach Canitz-Christina eingemeindet. Zu Beginn der 1970er Jahre hatte der Ort etwa 120, zumeist sorbische Einwohner. Seit 1973 ist Kumschütz ein Ortsteil von Kubschütz. Kumschütz gehört zum Kirchspiel Purschwitz.

## Bevölkerung und Sprache
Für seine Statistik über die sorbische Bevölkerung in der Oberlausitz ermittelte Arnošt Muka in den achtziger Jahren des 19. Jahrhunderts eine Bevölkerungszahl von 96 Einwohnern; ausnahmslos alle waren Sorben. Der Sprachwechsel zum Deutschen vollzog sich im Ort in der ersten Hälfte des 20. Jahrhunderts. Seither ist das Sorbische aus dem Alltag weitgehend verschwunden.